# سو هيب
سو هيب (بالإنجليزية: Sue Heap)‏ هي مؤلفة ورسامة توضيحية بريطانية، ولدت في 1954 في هامبشير في المملكة المتحدة.